# Masacres del Círculo de Bankass
Las masacres del Círculo de Bankass se dieron los días 18 y 19 de junio de 2022, cuando 132 civiles fueron asesinados por insurgentes islamistas en el círculo de Bankass, región de Mopti, Malí.

## Fondo
A principios de la década de 2010, comenzó una insurgencia islamista en el Sahel y la guerra de Malí. Las masacres en la región de Mopti, en el centro de Malí, incluyen las de Ogossagou en marzo de 2019, Sobane Da en junio de 2019 y Bankass en diciembre de 2021. La violencia también está vinculada al conflicto nómada, con el pueblo agrícola dogón (que practica principalmente la religión tradicional) disputando agua y tierra con los nómadas fulani, que son en su mayoría musulmanes.

## Masacres
Durante los días 18 y 19 de junio de 2022, un grupo de militantes que hablaban fula mataron a 132 civiles en Diallassagou y dos ciudades circundantes en el círculo de Bankass, región de Mopti. Los insurgentes también quemaron chozas y casas y robaron ganado.
El gobierno dice que los perpetradores fueron el Frente de Liberación de Macina, un grupo yihadista afiliado a Al Qaeda encabezado por el predicador fulani Amadou Koufa, que se estableció en 2015.